# Грэм, Кейтани
Кейтани Грэм (1 февраля 1980 — 6 декабря 2012) — микронезийский борец греко-римского стиля. Он участвовал в соревнованиях по греко-римской борьбе в весовой категории 84 кг на летних Олимпийских играх 2012 года и был выбит в квалификации Чарльзом Беттсом. Грэм также был участником чемпионатов мира и других представительных международных соревнований. Так же выступал в соревнованиях по легкой атлетике, в частности в 2002 году на очередных Микронезийских играх Кейтани завоевал 2 золотые медали, одну в пятиборье а вторую в командной эстафете 4х400 метров.
Грэм родился в Кеалакекуа, Гавайи, и учился в школе Пунаху в Гонолулу и колледже Святого Креста в Вустере, штат Массачусетс. Он умер в Чууке в возрасте 32 лет после сердечного приступа.
Он стал первым скончавшимся участником Олимпийских игр 2012 года.